# The Third Nail

The Third Nail est un film américain réalisé par Kevin Lewis en 2007.

## Synopsis
Un homme est condamné à la prison à vie pour le meurtre de deux enfants, un crime qu'il n'a pas commis. Une preuve ADN lui rend sa liberté mais il ne pourra échapper au gang de la prison qui veut sa mort et lorsque sa fille est enlevée il fera tout pour se venger. Mais jusqu'où ira-t-il ?!...

## Fiche technique
- Scénario : Kevin Lewis et Huntley Ritter
- Production : Jonathan Bross
- Musique : Penka Kouneva
- Photographie : Blake T. Evans
- Durée : 92 min
- Genre : Drame
- Pays :  États-Unis
- Langue : anglais
- Couleur
- Classification :

## Distribution
- Huntley Ritter : Trey Deonte
- Jake Muxworthy : Cory
- Charles S. Dutton : Sydney
- Kirsty Hinchcliffe : Kristie
- Chloë Grace Moretz : Hailey Deonte